# Galerita lecontei
Galerita lecontei är en skalbaggsart som beskrevs av Pierre François Marie Auguste Dejean. Galerita lecontei ingår i släktet Galerita och familjen jordlöpare. Inga underarter finns listade i Catalogue of Life.